# 似稚球麗魚
似稚球麗魚，為輻鰭魚綱鱸形目隆頭魚亞目慈鯛科的其中一種，分布於非洲剛果河下游流域，體長可達13公分，棲息在底中層水域，以有機碎屑為食，生活習性不明。

## 擴展閱讀
維基物種上的相關：似稚球麗魚